# Tocotronic
Tocotronic — німецький рок-гурт із Гамбурга, який був заснований у 1993 році. Назва гурту походить від японської ігрової консолі під назвою Tricotronic, попередниці Game Boy.
У своїй початковій фазі Tocotronic вважався центральною частиною руху Hamburger Schule (Гамбурзької школи)  разом із гуртами Blumfeld і Die Sternen[джерело?]. У жанровому плані музику гурту можна віднести до інді-року, постпанку та артроку.

## Біографія

### Заснування та перші альбом (1993-1996)
Гурт заснували барабанщик Арне Цанк та басист Ян Мюллер, які раніше разом грали у гамбурзьких панк-гуртах Punkarsch та Meine Eltern. Згодом до них приєднується вокаліст та гітарист Дірк фон Ловцов, він єдиний, хто народився не в Гамбурзі і переїхав туди з Фрайбурга, щоб вчитися.
Гурт швидко досягає успіху в андерграундних колах гамбурзької молоді. Один із перших публічних концертів відбувся у 1994 році. У тому ж році гурт випускає перший сингл Meine Freundin und ihr Freund на власному лейблі. У  березні 1995 року на незалежному гамбурзькому лейблі L'age d'or виходить перший повноформатний альбом Digital ist besser. Вихід платівки сприяє гастрольному туру Німеччиною, Австрією та Швейцарією з виступами на фестивалях.
Через кілька місяців після дебютного альбому в липні 1995 року вийшов другий альбом Nach der verlorenen Zeit.
З третім альбомом «Wir kommen um uns zu beschweren» Tocotronic вперше увійшов до німецьких чартів у 1996 році. Цього ж року на фестивалі Popkomm гурт мав отримати нагороду від музичного каналу VIVA у категорії «Молодий перспективний німецький гурт» (нім. Jung, deutsch und auf dem Weg nach oben). Однак гурт відмовився від нагороди, сказавши: «Ми не пишаємося тим, що ми молоді. І ми теж не пишаємося тим, що ми німці».

### Зміна стилю (1997—2003)

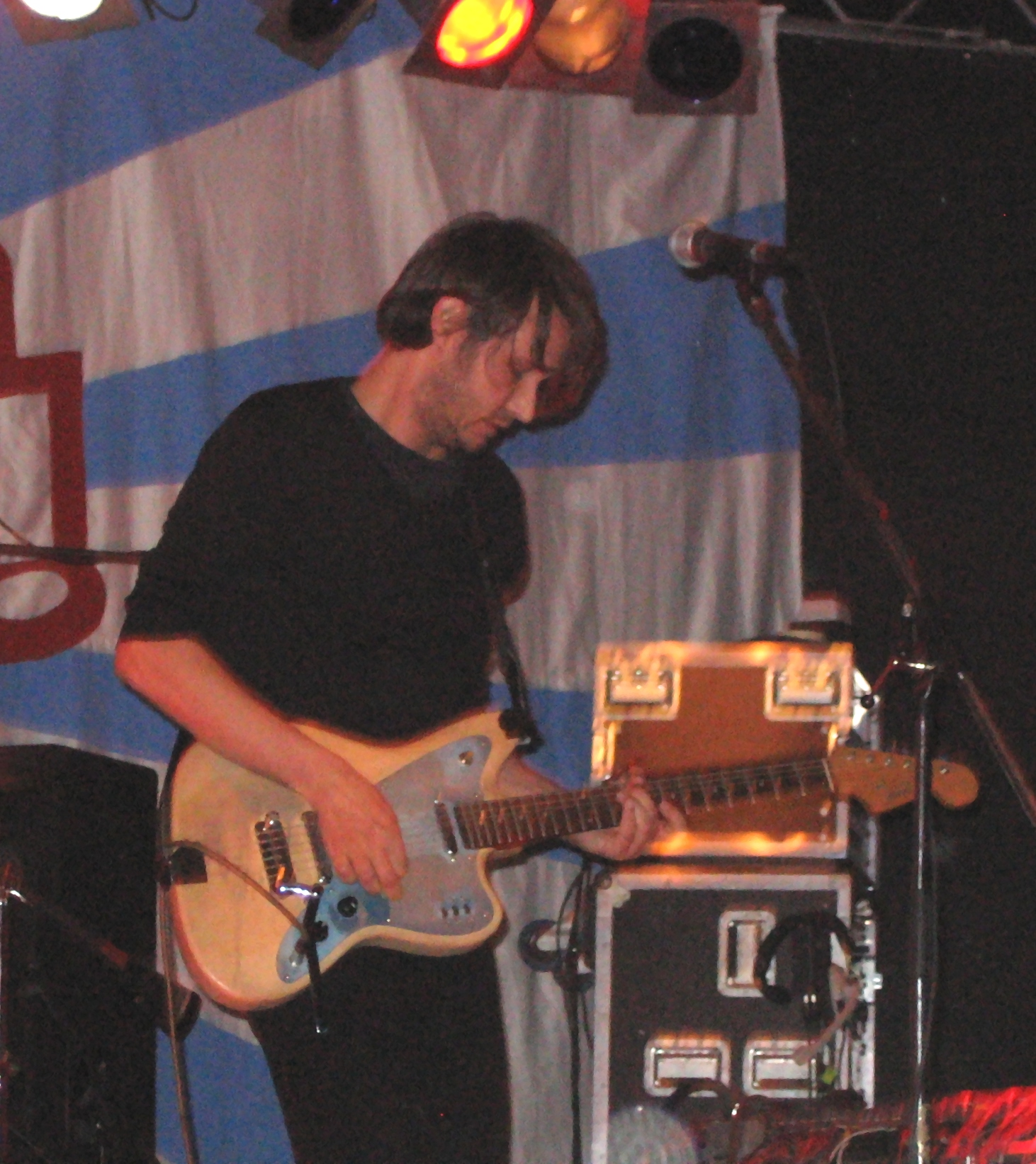
Дірк фон Ловцов на концерті (2005)

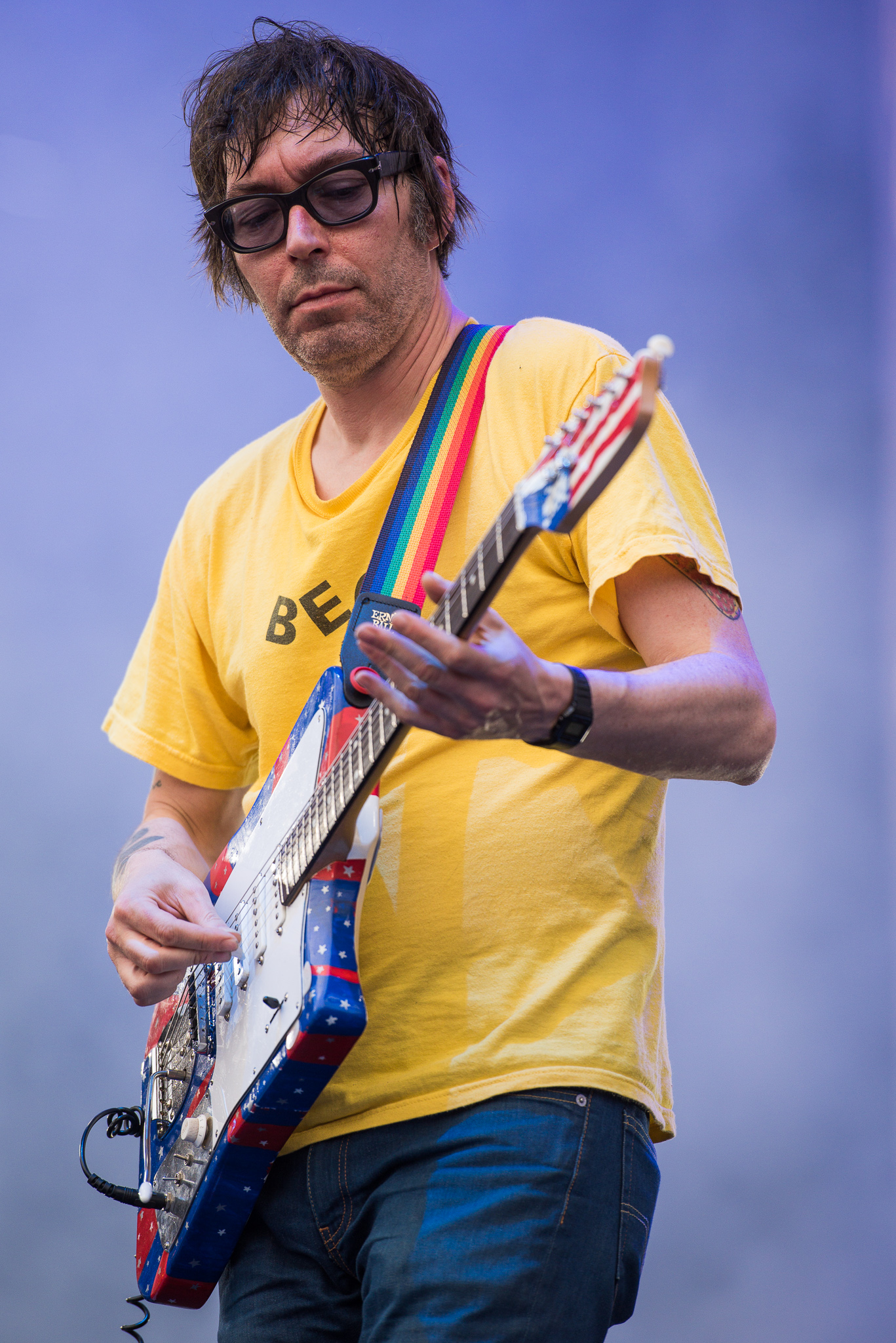
Рік Макфейл із Tocotronic на Rock im Park 2015

Четвертий альбом «Es ist egal, aber», випущений у 1997 році, набув нового, несхожого на попередні звучання, оскільки починаючи з цієї роботи використовувалися синтезатори та струнні аранжування. Альбом досяг 13 місця в німецькому чарті альбомів. Влітку Tocotronic виступав на фестивалі Roskilde у Данії та здійснив тур німецькомовними країнами.
У 1998 році гурт вперше виступив у США. А наступного року випустив п'ятий студійний альбом K.O.O.K. Гурт продовжував розвиватися як музично, так і змістовно, тексти пісень ставали більш яскравими, а музика більш урочистою.
У 2002 році вийшов однойменний шостий студійний альбом Tocotronic.
У грудні 2003 року, до десятиліття гурту виходить CD/DVD «Tocotronic 10th Anniversary».

### Берлінська трилогія (2004—2010)

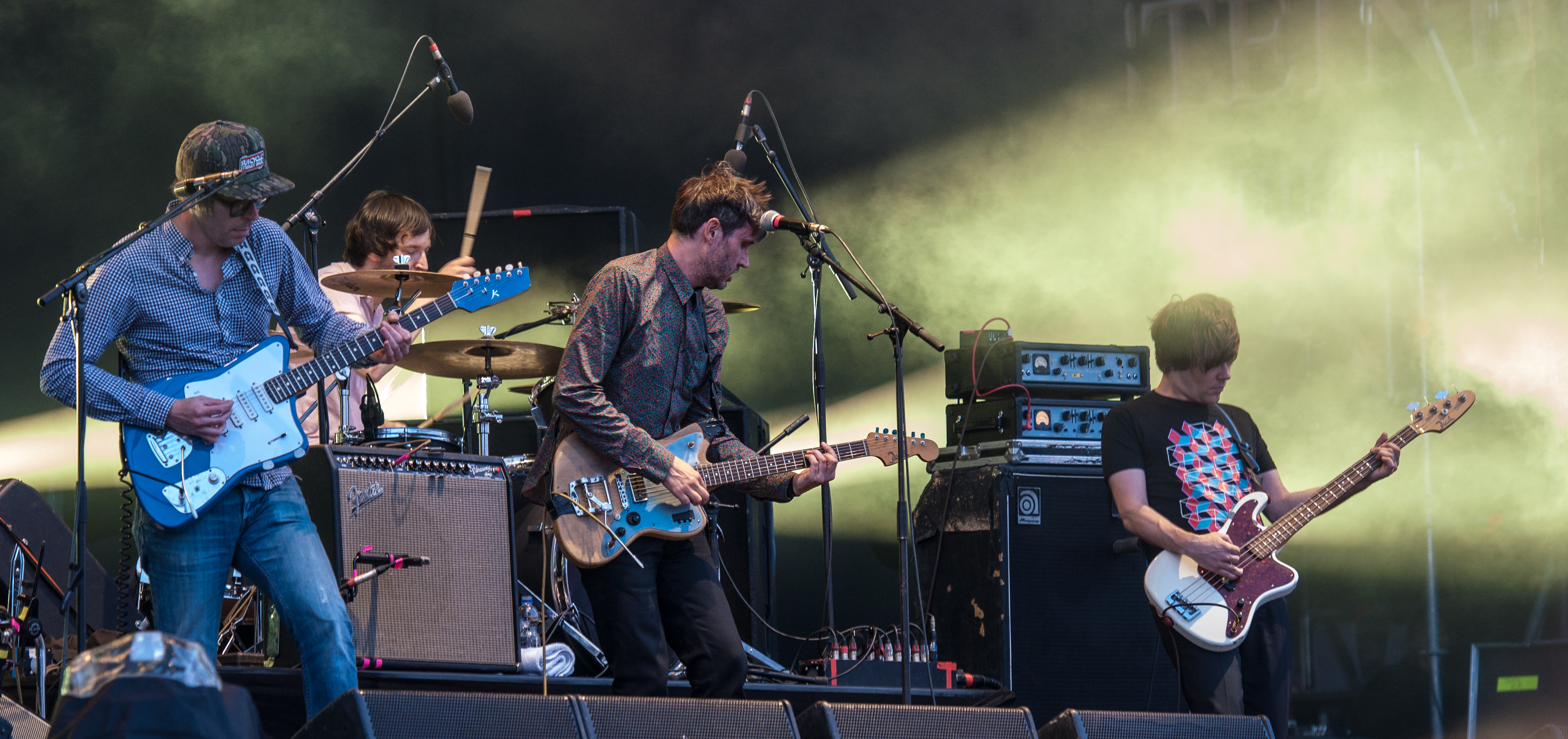
Tocotronic на Rock am Ring 2013

З 2000 року на живих виступах Tocotronic супроводжував гітарист Рік Макфейл. У 2004 році він офіційно став четвертим учасником гурту. У новому складі в 2005 році гурт випускає новий альбом «Pure Vernunft darf niemals siegen». Він був записаний у Берліні та спродюсований Мозесом Шнайдером, як і дві наступні роботи. Згодом ці три альбоми були об'єднані, щоб сформувати Берлінську трилогію, данину поваги Берлінській трилогії Девіда Боуї .
У липні 2007 року Tocotronic випустили свій восьмий студійний альбом Kapitulation. Крім того, приблизно в цей час гурт оголосив про припинення співпраці з довгостроковим лейблом L'age D'or, і, як наслідок, Kapitulation був випущений Vertigo Berlin, сублейблом Universal music.
Дев'ятий студійний альбом «Schall & Wahn» був випущений у січні 2010 року.

### Актуальні новини (з 2013 року)
На початку 2013 року вийшов аналоговий запис десятого альбому «Wie wir leben wollen».
Одинадцятий альбом гурту вийшов 1 травня 2015 року. За словами гурту, він не має назви, але його зазвичай називають «Червоним альбомом» через обкладинку.
У листопаді 2017 року гурт анонсував свій дванадцятий альбом. «Die Unendlichkeit» був випущений 26 січня 2018 року.
13-й студійний альбом Tocotronic «Nie wieder Krieg» вийшов 28 січня 2022 року.
Попри те, що Tocotronic ніколи не були надто комерційно успішними, у Німеччини вони мають постійну базу шанувальників, а їхні записи регулярно рецензуються та вітаються як у провідних газетах, так і в музичних журналах.

## Дискографія
- 1995: Digital ist besser
- 1995: Nach der verlorenen Zeit
- 1996: Wir kommen um uns zu beschweren
- 1997: Es ist egal, aber
- 1999: K.O.O.K.
- 2002: Tocotronic
- 2005: Pure Vernunft darf niemals siegen
- 2007: Kapitulation
- 2010: Schall und Wahn
- 2013: Wie wir leben wollen
- 20015: Tocotronic (Rotes Album)
- 2018: Die Unendlichkeit
- 2022: Nie wieder Krieg

## Нагороди
- 2010: 1 Live Krone у категорії «Найкращий план Б».
- 2010: HANS — Гамбурзька музична премія в категорії «Гамбурзький артист року»
- 2015: Soundcheck Award в категорії «Найкращий альбом року 2015»: Tocotronic — Red Album